# Metastadt

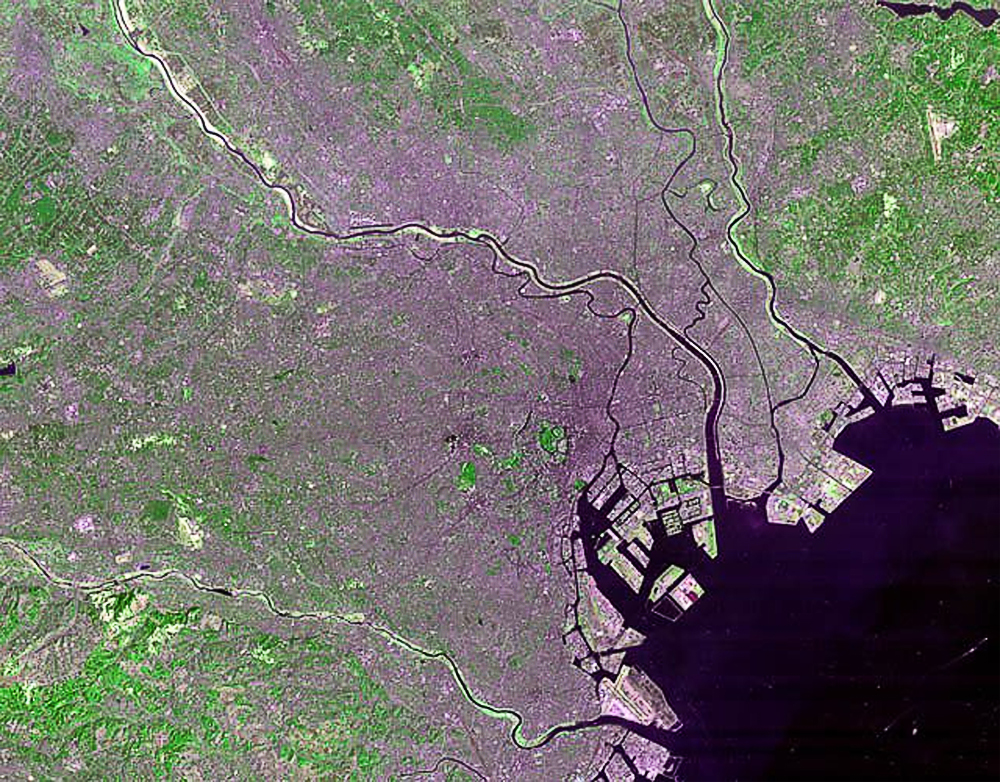
Satellitenbild der Metastadt Tokio

Metastadt (auch Metacity oder Hypercity) bezeichnet einen sich massiv ausbreitenden Ballungsraum mit mehr als 20 Millionen Einwohnern. Die erste Metastadt wurde Tokio, als seine Agglomeration in den 1960er Jahren diese Einwohnergrenze überschritt. Weitere Metastädte sind heute New York City, Seoul und Mexiko-Stadt. Damit befinden sich derzeit drei der vier vorhandenen Metastädte in Industriestaaten. Im Jahr 2020 sollen laut UN-HABITAT die Städte Mumbai (ehemals Bombay), Delhi (beide in Indien), Shanghai (Volksrepublik China), Manila (Philippinen), São Paulo (Brasilien), Dhaka (Bangladesch), Jakarta (Indonesien) und Lagos (Nigeria) diesen Status erreichen.
Rund 1,5 % der weltweiten Bevölkerung leben in einer der Metastädte, deren Populationen jährlich um durchschnittlich etwa 1,5 % zunehmen. Sie erfordern innovative, neue Formen dezentralisierter Verwaltung. Umweltbelastungen stellen eines der größten Probleme dar und die mangelnde Überschaubarkeit führt in den Metastädten der Entwicklungsländer eher zum Versagen der Regierung und Verwaltung als die Größe der Stadt an sich. Mehrere Architekten arbeiten derzeit an einer Lösung der Ernährungs-, Energie- und Abwasserprobleme. Ein Beispiel hierfür ist das sogenannte „Vertical-Farm“-Projekt.